# 瘤突瓢蜡蝉属
瘤突瓢蜡蝉属（学名：Paratetricodes）是瓢蜡蝉科下的一个属。

## 下属物种
本属包括以下物种：
- 中华瘤突瓢蜡蝉 Paratetricodes sinensis Zhang & Chen, 2010